# Lohilampi
Lohilampi är en sjö i Finland. Den ligger i kommunen Taivalkoski i landskapet Norra Österbotten, i den centrala delen av landet, 600 km norr om huvudstaden Helsingfors. Lohilampi ligger 247,1 meter över havet. Arean är 23,1 hektar och strandlinjen är 2,05 kilometer lång. Sjön  ingår i Ijo älvs huvudavrinningsområde. 